# Pirs (budowla)

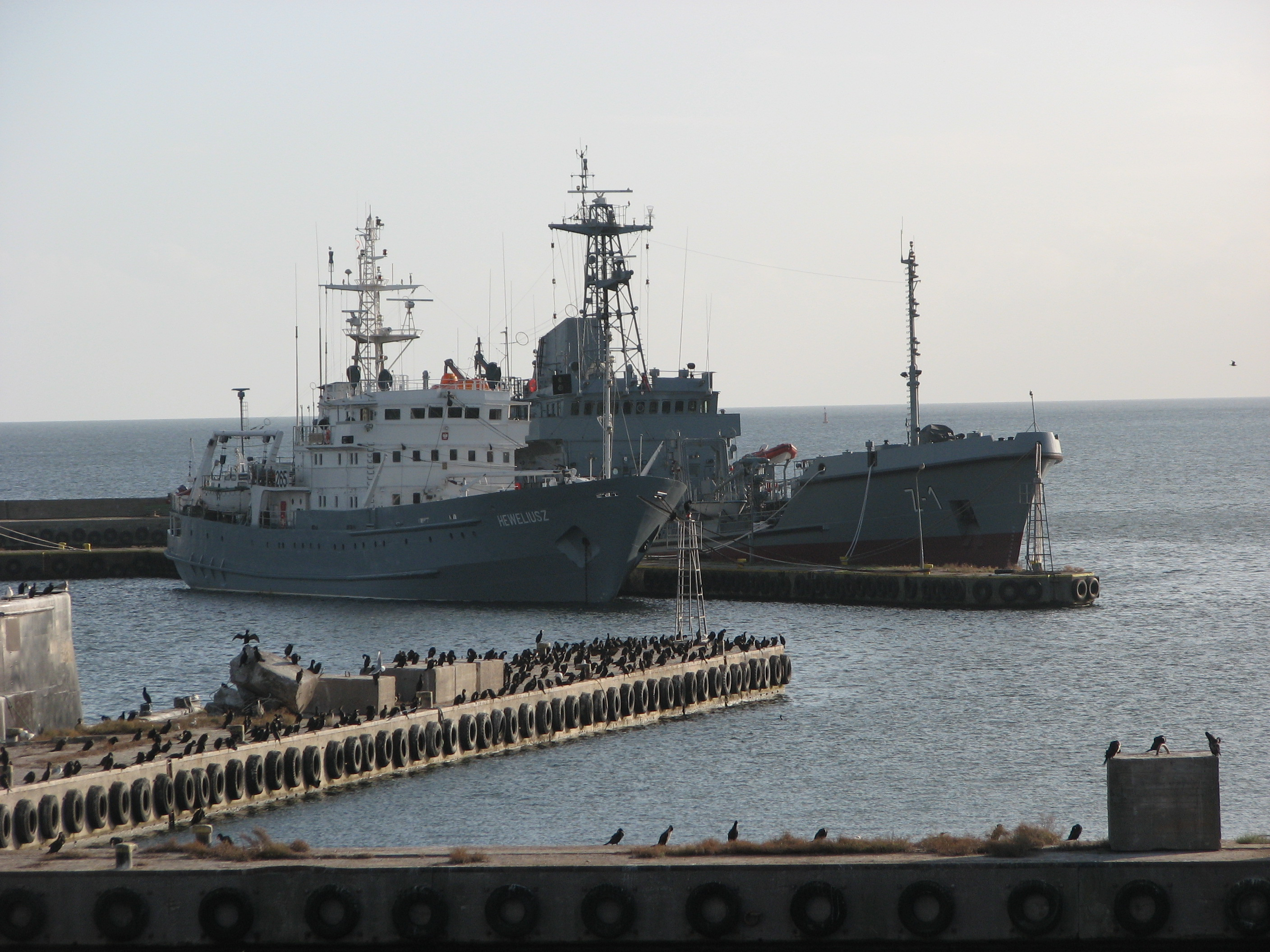
OORP „Heweliusz” i „Bałtyk” przy pirsie w Porcie Wojennym Gdynia

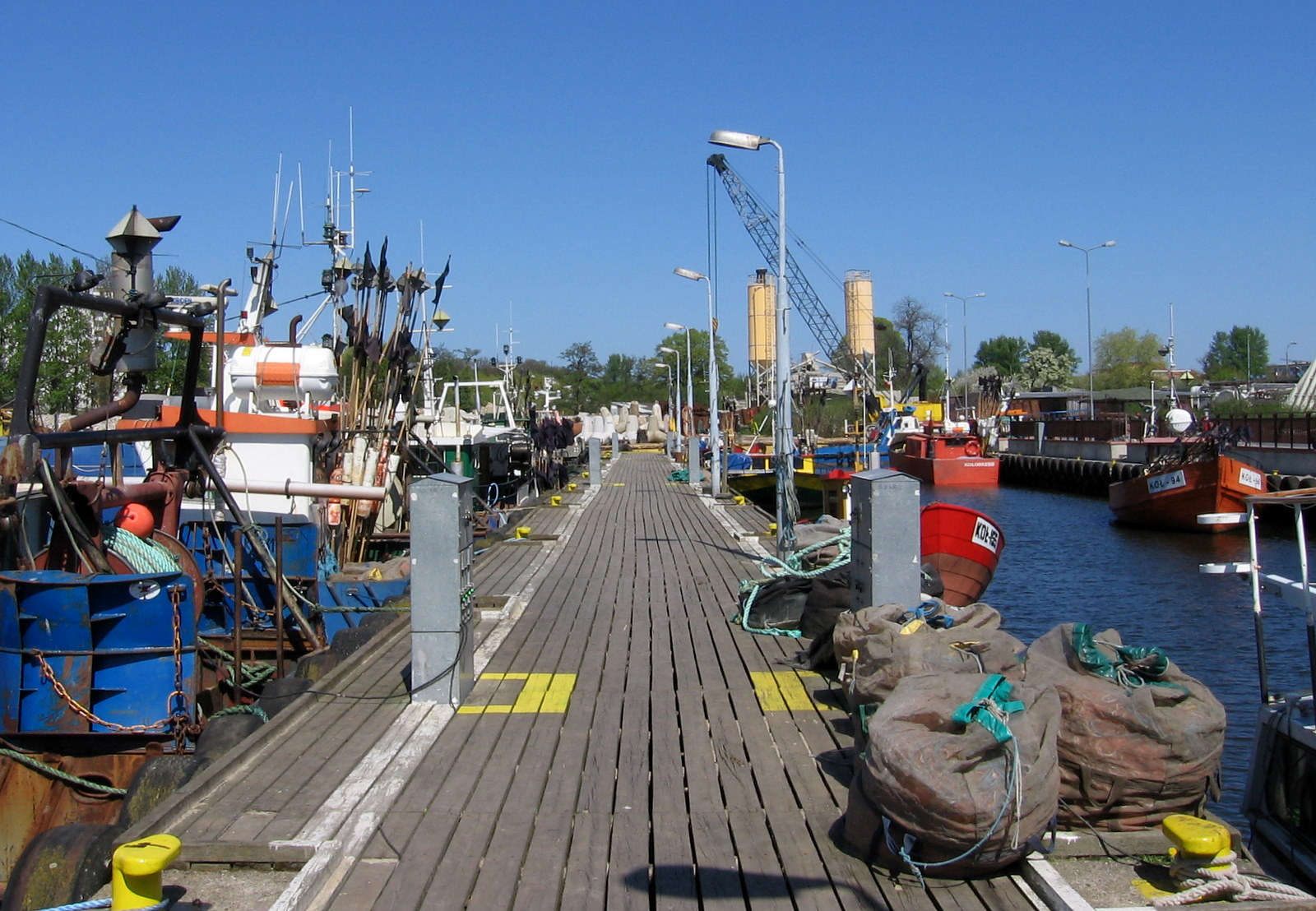
Pirs rybacki w porcie Kołobrzeg

Pirs – portowa budowla hydrotechniczna w postaci sztucznego półwyspu wysuniętego w głąb wody prostopadle lub skośnie do brzegu lub nabrzeża, lub w postaci sztucznej wyspy, a w przypadku pirsów największych – również w postaci pomostu stojącego dalej od brzegu i połączonego z lądem estakadą (podobnie jak sztuczna wyspa). Pirsy występują również w portach lotniczych. Są to przedłużenia hali głównej terminalu lotniczego, zazwyczaj węższe od niej. Od pirsów odchodzą rękawy, kryte przejścia, którymi można się bezpośrednio przedostać na pokład samolotu.
Pirs stanowi rozwinięcie linii brzegowej w porcie. Jest zaopatrzony w urządzenia cumownicze oraz przeładunkowe. Służy przede wszystkim do obsługi statków o większym zanurzeniu, większej wyporności, gorszej manewrowości, lub też do obsługi statków przewożących materiały niebezpieczne, np. o zwiększonym zagrożeniu pożarowym. Duże pirsy mogą posiadać własne pomieszczenia magazynowe i place składowe. Z pirsu mogą prowadzić w stronę lądu taśmociągi, rurociągi itp. Na pirsie, oprócz dróg dojazdowych, może również znajdować się bocznica kolejowa oraz urządzenia takie jak wywrotnica wagonowa. Zazwyczaj pirsy są przeznaczone do przeładunku określonych materiałów, np. pirs węglowy, pirs LPG, pirs rudowy, ale mogą służyć również do obsługi statków: np. pirs paliwowy. Istnieją ponadto pirsy dla żeglugi pasażerskiej.
Również porty jachtowe mogą posiadać pirsy – stoją wtedy przy nich jachty. W takich portach pirsy różnią się od pomostów tym, że stanowią osłonę od fal oraz mogą być wyposażone w większą infrastrukturę niż pomosty.
Pirsy mogą spełniać również inne funkcje, np. rozdzielać części portu, stanowić dodatkowe wewnętrzne falochrony itp.
Brzeg pirsu, do którego może przybić jednostka pływająca, to nabrzeże.